# Cloeosiphon aspergillus
Cloeosiphon aspergillus är en stjärnmaskart som först beskrevs av Jean Louis Armand de Quatrefages de Bréau 1865.  Cloeosiphon aspergillus ingår i släktet Cloeosiphon och familjen Aspidosiphonidae. Inga underarter finns listade i Catalogue of Life.